# Шивані Катарія
Шивані Катарія (27 вересня 1997) — індійська спортсменка.
Учасниця Олімпійських Ігор 2016 року.